# Деол, Ранджив
Ранджив Деол (англ. Ranjeev Deol; род. 19 октября 1976, Лусака) — канадский хоккеист на траве, полевой игрок. Участник летних Олимпийских игр 2008 года, чемпион Америки 2009 года, серебряный призёр чемпионата Америки 2004 года, чемпион Панамериканских игр 2007 года, серебряный призёр Панамериканских игр 2003 года.

## Биография
Ранджив Деол родился 19 октября 1976 года в замбийском городе Лусака.
Окончил колледж Шеридан по специальности «охрана права».
Играл в хоккей на траве за нидерландские «Роттердам», МОП, «Ден Босх», МЕП, австралийский «Вудвилл», канадский «Лайонс Индия», английский «Уэст Кост Кингз».
В 1998 году дебютировал в сборной Канады по хоккею на траве в матче против США.
Дважды выигрывал медали хоккейных турниров Панамериканских игр — серебряную в 2003 году в Санто-Доминго, золотую в 2007 году в Рио-де-Жанейро.
Дважды был призёром Панамериканского чемпионата, завоевав серебро в 2004 году в Лондоне и золото в 2009 году в Сантьяго.
В 2008 году вошёл в состав сборной Канады по хоккею на траве на летних Олимпийских играх в Пекине, занявшей 10-е место. Играл в поле, провёл 6 матчей, забил 1 мяч в ворота сборной Нидерландов.
В 2010 году участвовал в чемпионате мира в Нью-Дели, где канадцы заняли 11-е место. Мячей не забивал.

## Семья
Отец — Сурджит Сингх Деол (1924—1984), кенийский хоккеист на траве. Участник летних Олимпийских игр 1956 и 1960 годов.
Дядя — Автар Сингх Деол (1926—1977), кенийский хоккеист на траве. Участник летних Олимпийских игр 1956 года.